# René Nehring
René Nehring (* 1975 in Neustrelitz)  ist ein deutscher Journalist und seit Ende 2019 Chefredakteur der Preußischen Allgemeinen Zeitung. Zuvor war er Chefredakteur des Rotary Magazins der Rotarier.

## Leben und Publizistik
Nehring stammt aus einer Familie mit ostpreußischer Familien-Geschichte. Er studierte Geschichte, Politik und Russisch an der Humboldt-Universität Berlin und war Stipendiat an der Baltischen Föderalen Immanuel-Kant-Universität Kaliningrad. Über seine Erlebnisse in Ostpreußen schrieb er das Buch Namen, die man wieder nennt (2000) und veröffentlichte zudem den Band Naturparadies und unvergessliche Kulturlandschaft: Bilder aus Ostpreußen. Als Journalist hat er unter anderem Artikel für den Kulturteil der Tageszeitung Die Welt geschrieben. Seit 2005 arbeitete er beim Rotary Magazin, dessen Chefredakteur er später wurde.
Im Dezember 2019 wurde er Chefredakteur der Preußischen Allgemeinen Zeitung, des früheren Ostpreußenblatts.

## Publikationen
- Namen, die man wieder nennt. Essays und Reportagen aus Ostpreußen. Edition Truso, Berlin 2000.
- Naturparadies und unvergessliche Kulturlandschaft. Bilder aus Ostpreußen. Edition Truso, Berlin 2000.